# 莱尔·伯布里奇
莱尔·伯布里奇（英語：Lyle J. Burbridge，1922年4月18日—2006年1月16日）美国音频工程师。他曾因电影洛奇提名奥斯卡最佳音响效果奖。

## 部分影视作品
- 洛奇 (1975)[1]